# 弗里德姆鎮區 (密蘇里州)
弗里德姆鎮區（英語：Freedom Township）為美國密蘇里州拉法葉縣轄下的鎮區。2010年美国人口普查中此鎮區人口有3,546人。

## 歷史
弗里德姆鎮區成立於1832年。

## 地理
弗里德姆鎮區涵蓋總面積為209.2平方（80.76平方英里），其中陸地面積為207.1平方（79.95平方英里），水域面積為2.1平方（0.81平方英里）或1.00%。海拔高度239（784英尺）。

## 人口統計
根據2010年美國人口普查，弗里德姆鎮區人口有3,546人，其中男性有1,694人，女性有1,852人，人口密度為每平方公里16.95人，住房計1,584戶。鎮區內的白人有3,460人，非裔美國人有7人，美洲原住民有8人，亞裔美國人有8人，太平洋島裔美國人有4人，其他種族有15人，混血種族則有44人。此外鎮區內有73人為西班牙裔或拉丁裔美國人。此鎮區之年齡中位數為41.1歲，而男性年齡中位數為39.5歲，女性年齡中位數為43.1歲。
此鎮區內年齡未滿18歲之居民有883人；年齡介於20歲至24歲之間者有182人；年齡介於25歲至34歲之間者有397人；年齡介於35歲至49歲之間者有645人；年齡介於50歲至64歲之間者有638人；年齡超過65歲者有726人。

## 交通

### 主要公路
- 70號州際公路
- 40號美國國道
- 13號密蘇里州州道
- 23號密蘇里州州道